# Naseem Banu

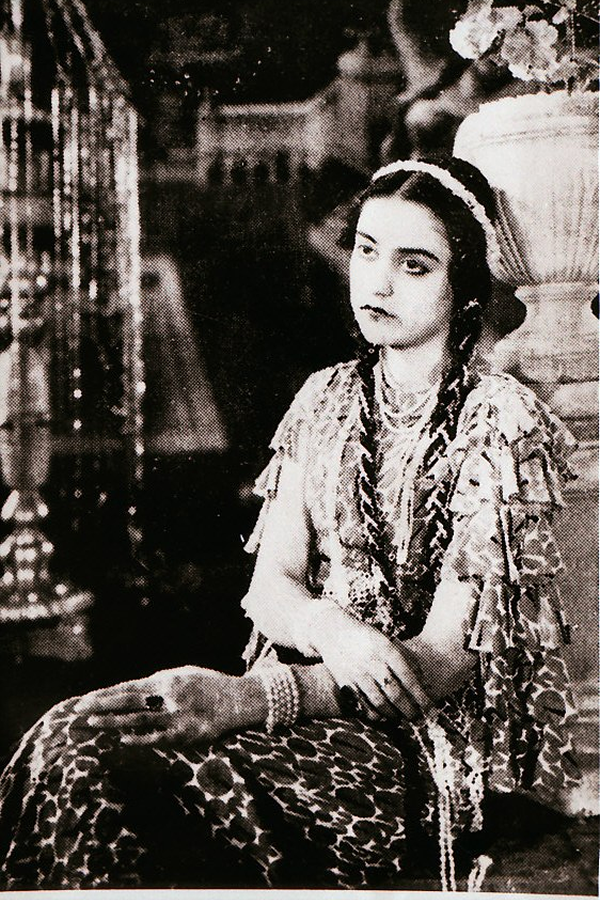
Naseem Banu als Ophelia in der indischen Hamlet Verfilmung Khoon ka Khoon

Naseem Banu (Hindi नसीम बानो; 4. Juli 1916 in Delhi – 18. Juni 2002 in Mumbai) war eine indische Schauspielerin, die als erster weiblicher Superstar des indischen Films galt.

## Leben und Werk
Naseem Banu wuchs in einem wohlhabenden Haushalt auf und war dort in Kontakt mit musikalischen und schauspielerischen Traditionen. Sie war vor allem in den 1940er Jahren als Filmschauspielerin erfolgreich und trat bevorzugt in historischen Dramen und Filmen des sozialistischen Realismus auf. Sie war für ihre Schönheit und ihre großen Augen, aber auch dafür bekannt, dass sie ihre Zuschauer mit ihrer Leinwandpräsenz zu Tränen rühren konnte. Naseem Banu wird allgemein als der erste weibliche Superstar des indischen Films und als Schönheitskönigin bezeichnet. Naseem Banu ist die Mutter der ebenfalls erfolgreichen Filmschauspielerin Saira Banu.
Naseem Banu begann ihre Karriere 1935 gegen den Widerstand ihrer Mutter mit dem Film Khoon ka Khoon, einer indischen Hamlet Adaption, in der sie die Ophelia spielte. Der Regisseur und Produzent Sohrab Modi war auf die junge Frau aufmerksam geworden, als sie während ihrer Schulferien Filmstudios in Mumbai besuchte. Der Film machte sie zur Berühmtheit. Dieser schnelle Erfolg hatte aber auch Nachteile. Der Beruf der Filmschauspielerin hatte in dieser Zeit in Indien einen schlechten Ruf und sie wurde deshalb von weiterführenden Schulen in Delhi abgelehnt. In der Folge konzentrierte sie sich auf eine Leinwandkarriere. Als einer der Höhepunkte ihrer Karriere gilt ihre Darstellung der Nur Jahan in dem Film Pukar aus dem Jahr 1939. Naseem Banu nahm für diese Rolle zwei Jahre lang Gesangsunterricht. Eine ganz andere Figur verkörperte sie in dem Film Sheesh Mahal von 1950, einem weiteren wichtigen Meilenstein ihres Erfolges. Hier spielte sie die arme Tochter eines Vermieters, der sein Vermögen verloren hatte.
Neben ihrer eigenen filmischen Karriere unterstützte Naseem Banu ihren Ehemann in dessen Produktionsfirma Taj Mahal Pictures. In späteren Jahren lehnte sie Filmrollen ab. Nach eigenen Angaben um die Karriere ihrer Tochter Saira Banu nicht zu gefährden. Sie widmete sich stattdessen dem Design der Garderobe von Saira Banu, deren bestickte Saris weithin bekannt waren.

## Filmographie
- 1935 Khoon Ka Khoon als Ophelia
- 1938 Meetha Jahar
- 1938 Talaaq
- 1939 Pukar
- 1940 Main Hari
- 1942 Ujala
- 1944 Chal Chal Re Navjavan
- 1945 Begum
- 1946 Door Chalen
- 1946 Jeevan Swapna
- 1948 Mulaqat
- 1948 Anokhi Ada
- 1949 Chandni Raat
- 1950 Sheesh Mahal
- 1951 Shabistan
- 1952 Ajeeb Ladki
- 1952 Betaab
- 1952 Sinbad Jahazi
- 1953 Baghi
- 1957 Nausherwan-E-Adil
- 1966 Chaddian Di Doli